# Andrej Kirillov
Andrej Aleksandrovič Kirillov (in russo Андрей Александрович Кириллов?; Kalinovo, 13 gennaio 1967) è un ex fondista russo.
Fino alla dissoluzione dell'Unione Sovietica (1991) gareggiò per la nazionale sovietica; ai XVI Giochi olimpici invernali di Albertville 1992 ha fatto parte della squadra unificata.

## Biografia
In Coppa del Mondo ottenne il primo risultato di rilievo il 15 gennaio 1989 a Nové Město na Moravě (12°) e come miglior piazzamento un settimo posto.
In carriera prese parte a due edizioni dei Giochi olimpici invernali, Albertville 1992 (30° nella 10 km, 17° nell'inseguimento, 5° nella staffetta) e Lillehammer 1994 (13° nella 10 km, 16° nell'inseguimento, 5° nella staffetta), e a una dei Campionati mondiali, vincendo una medaglia.

## Palmarès

### Mondiali
- 1 medaglia:
  - 1 bronzo (staffetta[1] a Falun 1993)

### Coppa del Mondo
- Miglior piazzamento in classifica generale: 22º nel 1990